# Otar Korkia
Otar Korkia (in georgiano ოთარ ქორქია?; Kutaisi, 10 maggio 1923 – Tbilisi, 15 marzo 2005) è stato un cestista e allenatore di pallacanestro sovietico.

## Carriera
Con l'Unione Sovietica ha disputato i Giochi olimpici di Helsinki 1952 e quattro edizioni dei Campionati europei (1947, 1951, 1953, 1955).

## Palmarès

### Allenatore
- Coppa dei Campioni: 1

Dinamo Tbilisi: 1961-62